# IServ
IServ ist ein kostenpflichtiger Schulserver, der auf Debian basiert und den Aufbau eines Schulnetzwerks samt Webportal ermöglicht. 
Der Schwerpunkt der Entwicklung liegt auf einer benutzerfreundlichen Bedienung und einer einfachen Administration. 
Durch verschiedene Module können Nutzer unter anderem Aufgaben bearbeiten, an Videokonferenzen teilnehmen oder andere schulische Funktionen nutzen.

## Geschichte
Die Entwicklung begann im August 2000 und fand im Rahmen der Arbeit des Administratoren-Teams der Hoffmann-von-Fallersleben-Schule Braunschweig statt. Nach einem halben Jahr konnte im Februar 2001 eine erste Vorabversion unter Red Hat Linux 7.1 veröffentlicht werden.
Die erste Auszeichnung erhielt die Distribution im Mai 2001 durch den Wettbewerb Jugend forscht, bei dem Jörg Ludwig und Felix Klose den dritten Platz erreichten.
Ein Jahr nach Entwicklungsbeginn stellte die Hoffmann-von-Fallersleben-Schule als erste Schule ihr Schulnetzwerk auf IServ um, und im November 2001 aktualisierten die Entwickler das zugrunde liegende Red Hat Linux auf Version 7.2.
Erstmals erschien im September 2002 eine Installations-CD auf Basis von Red Hat Linux 7.3. Durch eine eigens dafür eingerichtete IServ-Installation wurde ein Forum bereitgestellt, das Administratoren Austausch und Unterstützung bietet.
Im September 2003 wurde die Wortmarke „IServ“ beim Deutschen Patent- und Markenamt angemeldet und im November 2003 ins Register eingetragen. Die Eintragung wurde im Januar 2004 veröffentlicht. Seitdem ist IServ als Marke geschützt und unter der Registernummer 30348231 in der amtlichen Publikations- und Registerdatenbank zu finden.
Die einhundertste Installation konnte im März 2005 verkündet werden.
Mit Beginn der Entwicklung von IServ 2 im Juli 2007 wechselten die Entwickler von Red Hat auf Debian Etch. IServ 2 erschien im Mai 2008.
Seit Mai 2009 steht hinter dem System die Braunschweiger IServ GmbH. Diese betreibt neben der Weiterentwicklung auch Hard- und Software-Unterstützung für den Server. Die Verwaltung des Systems soll so einfach sein, dass kein ausgebildeter Systemadministrator benötigt wird.
Im März 2010 wurde der 500. Schulserver in Betrieb genommen.
Die Gesellschaft für Pädagogik und Information aus Berlin verlieh im Juni 2011 das Comenius-Siegel.
Die Erweiterung um 64-Bit-Unterstützung („amd64“ bzw. x64, die 64-Bit-x86-Architektur) erfolgte im Oktober 2011 durch Aktualisierung auf „Debian Squeeze“.
Im Juni 2014 erreichte IServ in Niedersachsen eine Verbreitung von mehr als zwei Dritteln der Schulen und wurde in Deutschland an über 1000 Schulen eingesetzt. Aufgrund der Coronakrise stellt IServ von März 2020 bis mindestens Sommer 2020 allen interessierten Schulen eine kostenlose Cloud-Version des Schulservers zur Verfügung. Zusätzlich wurde Mitte April 2020 der Schulserver um eine Videokonferenzlösung (auf Basis von BigBlueButton) ergänzt. Im April 2020 setzten über 2400 Schulen IServ ein.
IServ wird auch über lokale Distributionspartner in den jeweiligen Bundesländern vertrieben.
Zu Anfang des Jahres 2021 gab es Kritik an IServ. Die Videokonferenzlösung, die Schüler und Lehrer im Corona-Lockdown gebraucht hätten, funktionierte nicht oder nicht reibungslos. Die Kritik fand vor allem in den sozialen Medien statt.

## Funktionen

### Grundfunktionen
- Webserver für Schulhomepage
- Forum für die Kommunikation der Nutzer
- Mailserver zur Bereitstellung von E-Mail-Adressen für Benutzer und Gruppen
- Dateiserver zum schulinternen Austausch von Daten
- Domain Controller zum Aufbau eines lokalen Rechnernetzes
- HTTP-Proxy zur Steuerung und Filterung des Internetzugriffs aus dem Netzwerk

### Automatische Sicherstellung der Systemintegrität
Eines der Herzstücke von IServ ist das Programm iservchk, das fortlaufend sicherstellt, dass alle benötigten Dienste richtig konfiguriert und gestartet sind.

### Rechtesystem
IServ erstellt Gruppen, die mit Benutzern verknüpft werden. Außerdem existieren seit IServ 3 auch Rollen, die die gleichen Funktionen im Rechtesystem haben wie Gruppen, aber auf einige Funktionen wie Dateibereich und E-Mail-Verteiler verzichten. Dies soll es ermöglichen, problemlos eine größere Anzahl von Benutzern zusammenzufassen. Jeder Benutzer und jede Gruppe erhält einen geschützten Bereich für Dateiverwaltung und eine E-Mail-Adresse. Gruppen erhalten außerdem ein Forum und optional einen Chat-Bereich, deren Benutzung den Gruppenmitgliedern vorbehalten ist.
Auch beim Dateizugriff per Netzwerkfreigabe wird mit diesen Zuordnungen gearbeitet.
Gruppen können auch weitere Rechte zugewiesen werden, beispielsweise das Zurücksetzen von Passwörtern, die Kontrolle des Internetzugriffs für angeschlossene Rechner, das Verfassen von News-Einträgen oder die Administration des Servers.
Konkret kann mithilfe von Sonderrechten beispielsweise zwischen Schülern, Lehrern und Administratoren unterschieden werden.

### Webportal
IServ stellt das Webportal IDesk bereit, das die Nutzung und Administration des Servers aus dem lokalen Netz und, falls erwünscht,
aus dem Internet ermöglicht.
Dabei ist das Portal in einen Nutzer- und einen Administratorbereich aufgeteilt.
Im Nutzerbereich kann man E-Mails versenden, einen Kalender nutzen, Dateien verwalten und über ein Chatsystem und ein Forum mit anderen Nutzern kommunizieren.
Der Administrationsbereich ermöglicht Administratoren ohne besondere Kenntnisse des zugrundeliegenden Linux-Systems, den Server zu konfigurieren und zu verwalten. Dabei können beispielsweise Nutzer angelegt, gesperrt oder gelöscht werden, Gruppen und die zugeordneten Nutzer verwaltet werden oder die Richtlinien für den Internetzugang aus dem Netzwerk konfiguriert werden. Eine Suchmaske ermöglicht den einfachen Zugriff auf die IServ-eigenen Logdateien. Auch grundlegendere Einstellungen können vorgenommen werden, beispielsweise kann der Name der NT-Domäne geändert oder der DHCP-Server deaktiviert werden. Hierzu wird die Bearbeitung der zentralen Konfigurationsdatei des IServ-Systems im Browser ermöglicht.
Eine Änderung der Menüs und Ansichten ist mit entsprechenden Kenntnissen im Bereich PHP und Linux durch Modifikationen auf Dateiebene möglich.

### Module
Es besteht die Möglichkeit der Erweiterung des Servers um IServ-Module. Dies sind Erweiterungen, die zusätzliche Funktionen bereitstellen und über Zugriff auf das Webportal verfügen. Die Installation der Module erfolgt wahlweise über den durch das Webportal bereitgestellten Modulmanager oder direkt mithilfe der Debian-Paketverwaltung. Wird letztere Möglichkeit genutzt, können auch Eigenentwicklungen über ein Debian-Repository auf dem System installiert werden.
Beispielsweise existieren folgende Module für folgende Einsatzzwecke:
- Vertretungs- und Mensa-Pläne darstellen
- eine Schulbibliothek über die Weboberfläche zu verwalten
- Umfragen durchführen
- Daten auf den Festplatten des Servers regelmäßig auf einen zweiten Server sichern
- Integration von gemeinschaftlicher Bearbeitung von Texten mittels Etherpad Lite
- Software auf angeschlossene Rechner automatisiert zu verteilen und Windows- sowie Linux-Betriebssysteme ohne Benutzereingriff installieren.

### Netzwerkverwaltung
IServ ermöglicht es, das Schulnetzwerk in gewissem Maße zu administrieren. So wird beispielsweise ein RADIUS-Server bereitgestellt, der den Remote- und WLAN-Zugriff der Nutzer einschränken kann. Eine MAC-Adressen-Filterung ermöglicht es, nicht autorisierten Geräten den Zugriff auf das Internet zu erschweren, diese Filterung allein verhindert jedoch keine Kommunikation im lokalen Netzwerk. Außerdem existiert eine Softwareverteilung zur Installation und Wartung von mit Windows betriebenen Computern und deren Anwendungssoftware, wozu die Open-Source-Software opsi der Firma uib genutzt wird. Die Unterstützung von macOS ist zurzeit nicht vorgesehen, wenn auch grundlegende Funktionen schon genutzt werden können. Die Unterstützung von Linux-Clients befindet sich derzeit in der Testphase, es sind noch nicht alle Funktionen verfügbar. Unterstützt wird offiziell derzeit nur Ubuntu, das bereitgestellte Paket für den IServ-Client kann in der Regel jedoch auch für andere Betriebssysteme der Debian-Familie wie Linux Mint genutzt werden.

## Technik
Das Grundbetriebssystem war in IServ 1 zunächst Red Hat Linux, nachdem dessen Entwicklung eingestellt wurde, entschieden sich die Entwickler mit IServ 2 für den Wechsel auf Debian/GNU Linux. Dies ermöglicht erfahrenen Linux-Administratoren eine einfache Anpassung des IServs an eigene Bedürfnisse, zum Beispiel können ohne Probleme weitere Server wie ein MySQL-Datenbankserver auf dem System installiert werden.
In IServ 1 und 2 kommt eine Weboberfläche zum Einsatz, die sich in den Grundzügen seit der Veröffentlichung 2001 nicht geändert hat. In IServ 3 wird diese Schritt für Schritt durch eine auf Basis des freien Webframeworks Symfony 2 neu entwickelte ersetzt, dies soll den Zugriff auf IServ mittels mobilen Geräten wie Smartphones und Tablets erleichtern, da die alte Oberfläche dafür nur beschränkt geeignet ist.
Die Skripte, die IServ für die Generierung des IDesks und die Systemverwaltung verwendet, sind überwiegend in den Programmiersprachen Perl, Bash und PHP geschrieben und können von Servereigentümern problemlos eingesehen werden, da auf eine Verschleierung der Quelltexte mittels eines Quellcode-Verschlüsselungstools bewusst verzichtet wurde.
Als Webserver, der den IDesk ausliefert, wird die freie Software Apache genutzt. Der Maildienst basiert auf dem Mail Transfer Agent Exim in Version 4 und dem Mail Delivery Agent Cyrus. Als Datenbank kommt PostgreSQL zum Einsatz. Der Technik für die Windows-Domäne und den Fileserver liegt die freie Software Samba zugrunde. Das Softwareverteilungsmodul basiert zum Teil auf dem opsi-Server von uib. Der WebDAV-Server basiert auf SabreDAV und der Kalender auf der Software DAViCal.